# Pitcho (rappeur)
Pitcho, de son vrai nom Laurent Womba Konga,  est un rappeur, chanteur et acteur congolais d'expression belge, né le 11 décembre 1975 à Kinshasa, (République démocratique du Congo).

## Biographie

### Jeunesse
En 1981, Laurent Womba Konga arrive en Belgique pour suivre son père, homme politique ayant échappé au régime de Mobutu Sese Seko. Pitcho se tourne vers la culture hip-hop. À l’âge de 16 ans, il réalise ses premières maquettes inspirées par des groupes tels que Public Enemy, Kool Moe Dee, NTM, IAM, et MC Solaar[réf. nécessaire].
Deux années plus tard, il monte sur scène pour la première fois. Plusieurs concerts en groupe (Onde de choc, Rival, Héritage, Diversidad) ou en solo ainsi que plusieurs prestations théâtrales (avec Peter Brook, Joël Pommerat, Rosa Gasquet, Ruud Guillens).

### Carrière hip-hop
En 1994, il forme le groupe hip-hop Onde de choc avec lequel il est actif jusqu'en 1997. Il publie son premier album solo Regarde comment en 2003, suivi par un LP Faut pas confondre et un street album intitulé Livraison spéciale.
En janvier 2010, sort son album Crise de nègre, deuxième opus en solitaire. La même année, Pitcho participe à Diversidad, un projet musical regroupant une vingtaine d'artistes venant de 12 pays différents sur un album intitulé The Experience. Il y représente la Belgique aux côtés de Rival. Le projet réunit également les Français Orelsan, DJ Cut Killer, Abd al Malik et Spike Miller, les Allemands Curse et Mariama, les Néerlandais MC Melodee et GMB, le Bosnien Frenkie, le Suédois Marcus Price, le Portugais Valete, les artistes espagnols Nach, Big Size et Zock, l'artiste luxembourgeois C.H.I., l'artiste italien Luche, les artistes croates Remi et Shot, et l'artiste grec Eversor. En 2011, il remporte l'octave "musiques urbaines" lors des Octaves de la musique. Un an plus tard, en 2012, il revient avec  #RDVAF- Rendez Vous Avec le Futur (Skinfama V2).

### Carrière théâtrale
Il mène, en parallèle à sa vie de musicien, une carrière de comédien. Sa première apparition sur les planches date de 2003 avec Bintou, une pièce de théâtre de Koffi Kwahulé. Cette expérience suscitera l'intérêt du metteur en scène Peter Brook. Ainsi, en 2004, il est engagé et effectue une tournée mondiale avec la pièce Tierno Bokar d’Amadou Hampâté Bâ, en compagnie de Sotigui Kouyaté, Bruce Meyer, Habib Dembélé, Rachid Djaidani. Peter Brook lui demandera de jouer dans Sizwe Banzi est mort en 2007, en compagnie du comédien malien Habib Dembélé.

## Discographie

### Albums studio
- 2003 : Regarde comment[5], premier album solo
- 2006 : Livraison spéciale (street album)
- 2010 : Crise de nègre[5]
- 2012 : #RDVAF - Rendez-vous avec le futur

### EP
- 2005 : Faut pas confondre

### Compilations
- 2000 : European Attack
- 2010 : Heritage
- 2010 : Diversidad

### Collaborations
- 1998 : single Cours (avec le groupe Onde de choc)
- 1998 : producteur et collaboration sur le morceau La Shriga... de l'album de Rival De la rue à la scène
- 2002 : single District 1030

## Vidéographie
- 2003 : Ma part du ghetto
- 2004 : Bras en l'air et poing serré
- 2005 : Le Monde de demain
- 2006 : Ensemble on fera la fête
- 2009 : teaser Crise de nègre
- 2009 : Anges noirs
- 2010 : Expérience Diversidad
- 2010 : Enfant du pays
- 2012 : M. Trautare
- 2012 : D'une autre planète
- 2012 : Redescends sur terre